# Palacio Nuevo de Bayreuth

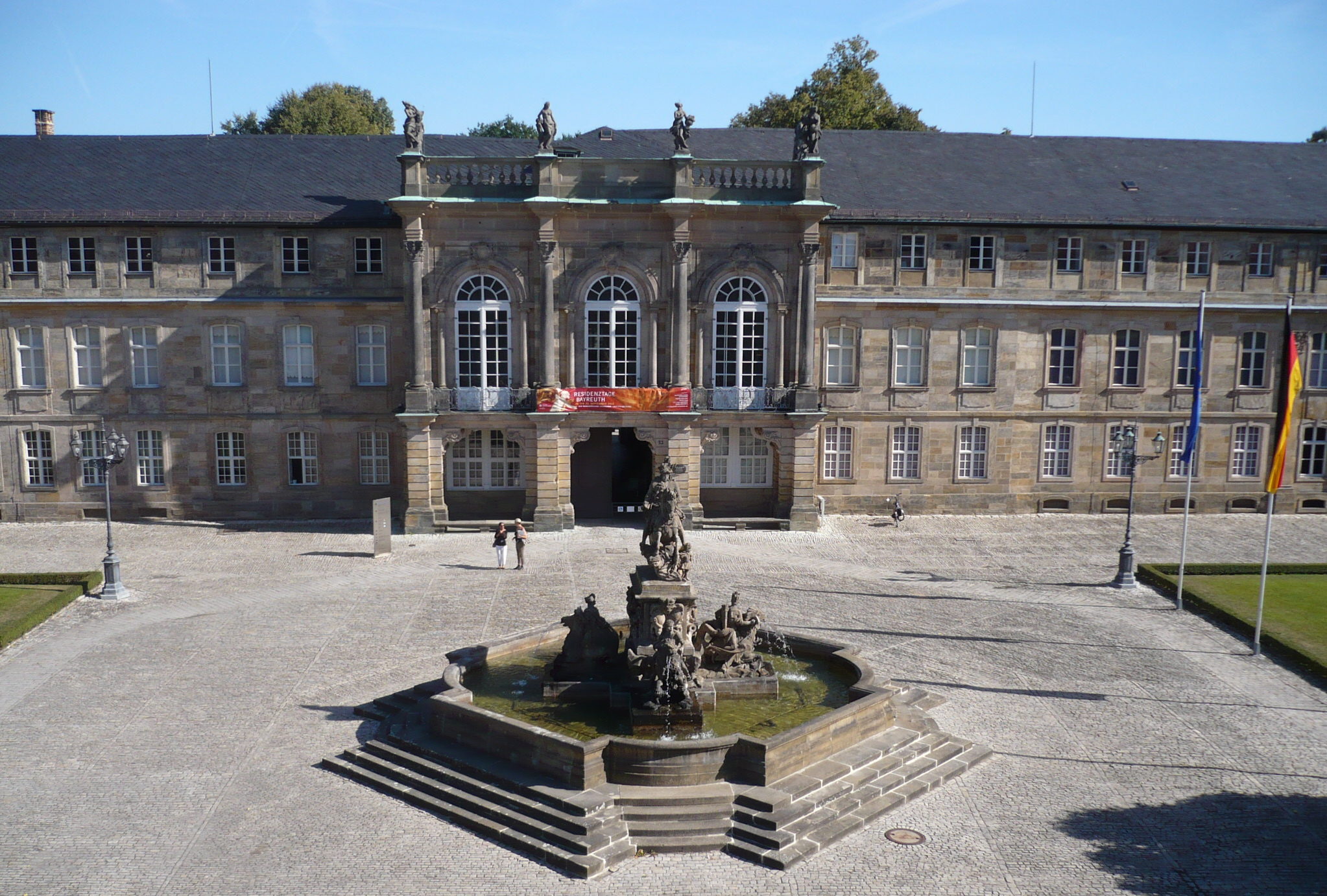
El palacio Nuevo en la antigua Residenzplatz (en primer plano el Markgrafenbrunnen), visto desde el salón del Consejo de Distrito del Edificio Presidencial

El palacio Nuevo de Bayreuth (en alemán: Neues Schloss Bayreuth) es un antiguo palacio residencial de la ciudad de Bayreuth, en la Alta Franconia (Baviera), al sur de Alemania. Construido a partir de 1753 sobre los restos de una residencia anterior destruida por un incendio ese mismo año (conocida como el palacio Viejo), el edificio fue inaugurado finalmente en 1758. En 1604, Bayreuth se convirtió en la capital del principado de Bayreuth, y el palacio en Residenzschloss (residencia oficial de los margraves de Brandeburgo-Bayreuth).

## Historia

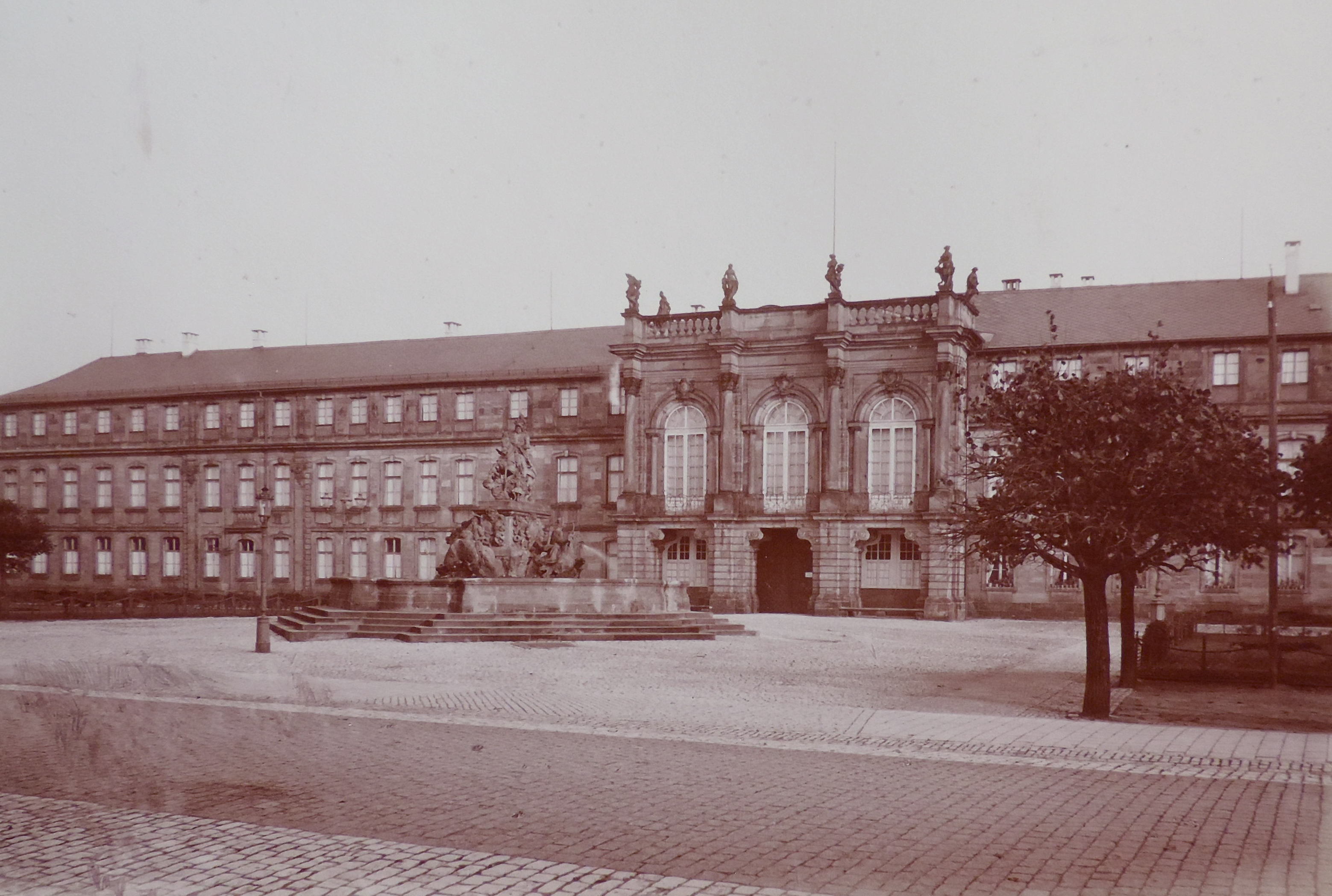
Fachada hacia la ciudad alrededor de 1910

El palacio fue construido durante el reinado del margrave Federico III y su mujer Guillermina de Prusia. Dado que la construcción del Teatro de la Ópera y del palacio Nuevo en el Hermitage ya habían costado mucho dinero, el arquitecto de la corte Joseph Saint-Pierre se enfrentó a la ingrata tarea de construir una nueva residencia palaciega lo más rápido posible y con escasos medios económicos. Presumiblemente, la proximidad del Hofgarten fue el factor decisivo en la elección del sitio en la "Rennbahn", con la desventaja de que había cinco edificios allí, incluido el que estaba a medio terminar de la Iglesia Reformada, que hubieron de tomarse en cuenta en la planificación.

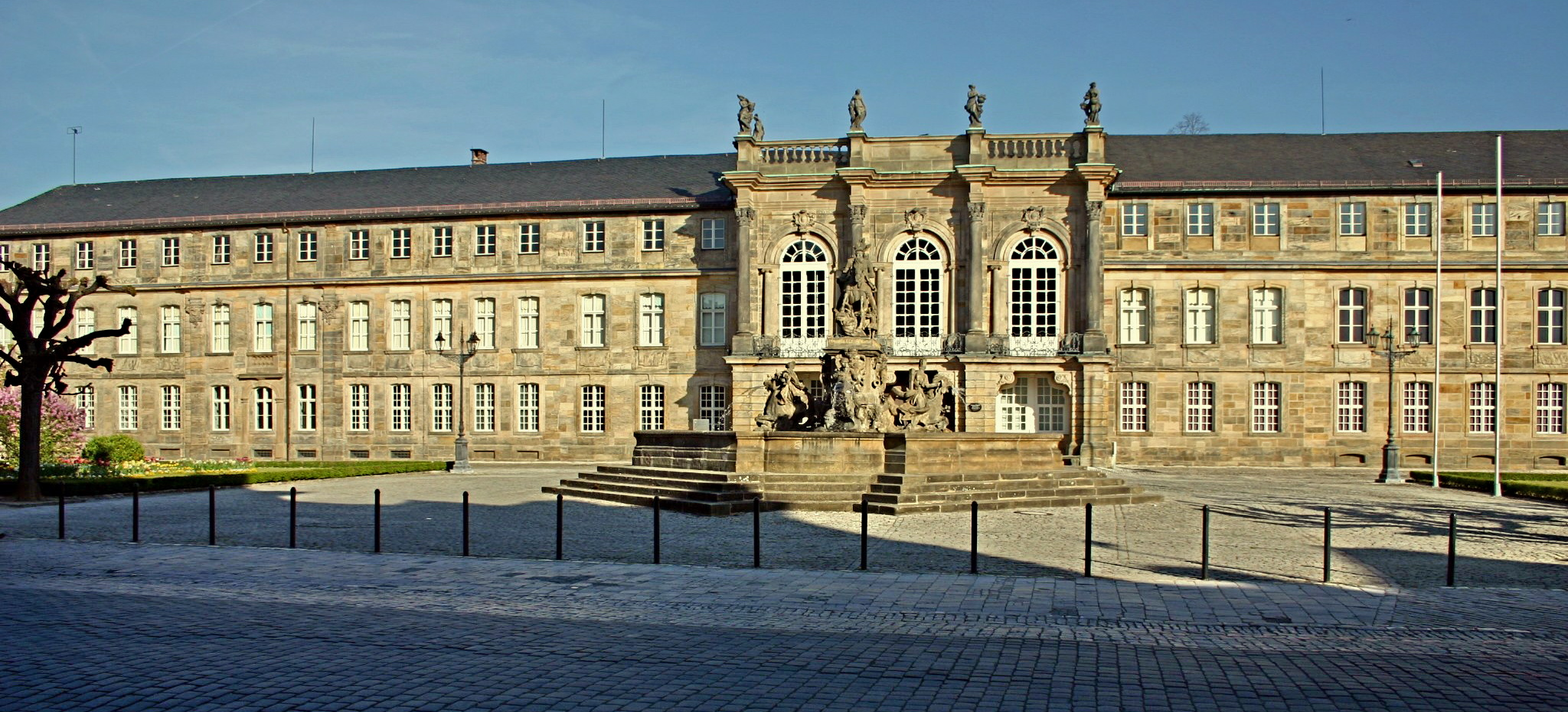
Fachada hacia la ciudad con la fuente del margrave

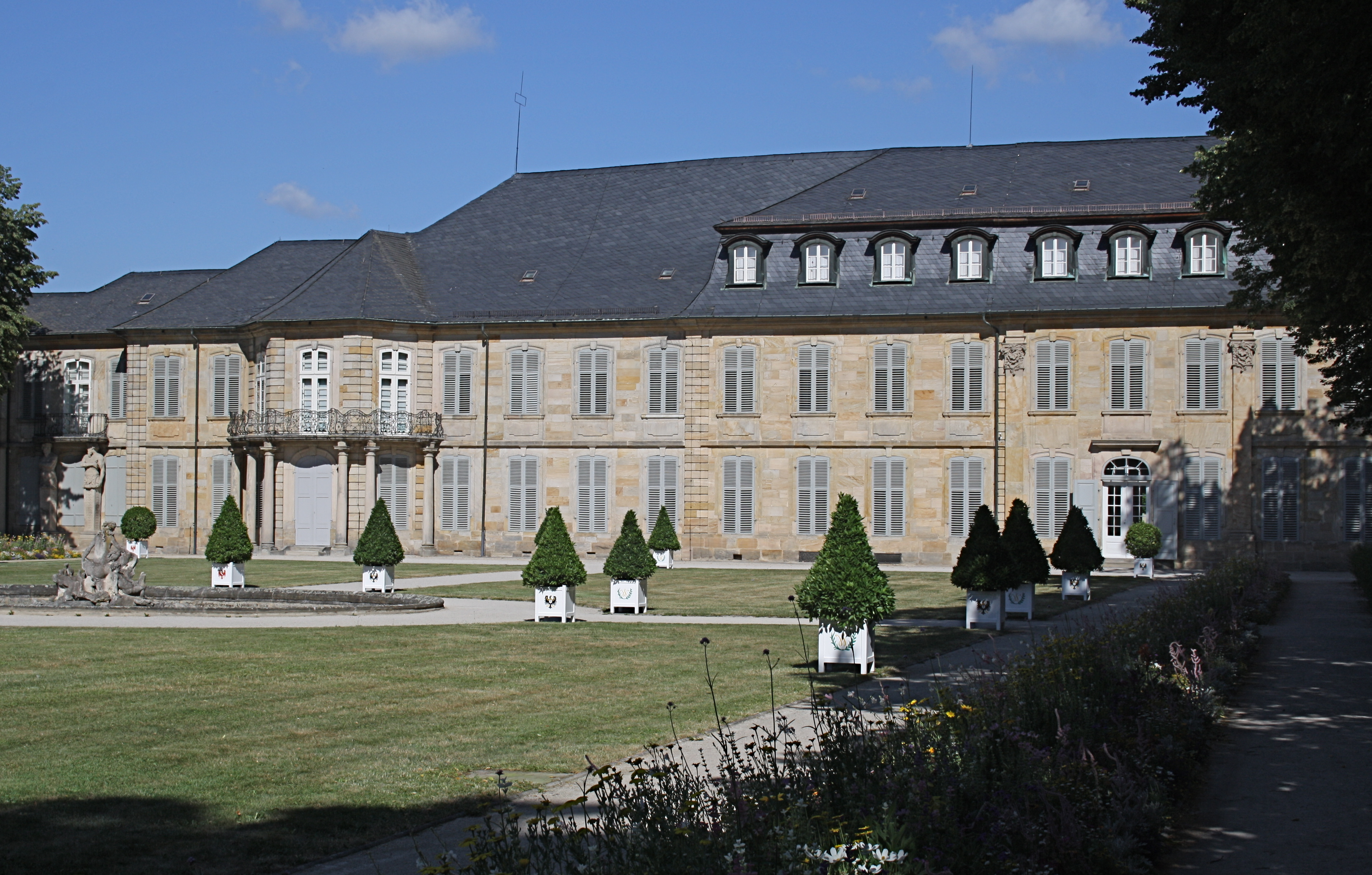
Ala sur del palacio Nuevo vista desde el jardín del patio; a la izquierda está la conexión creada por Gontard con el «edificio italiano».

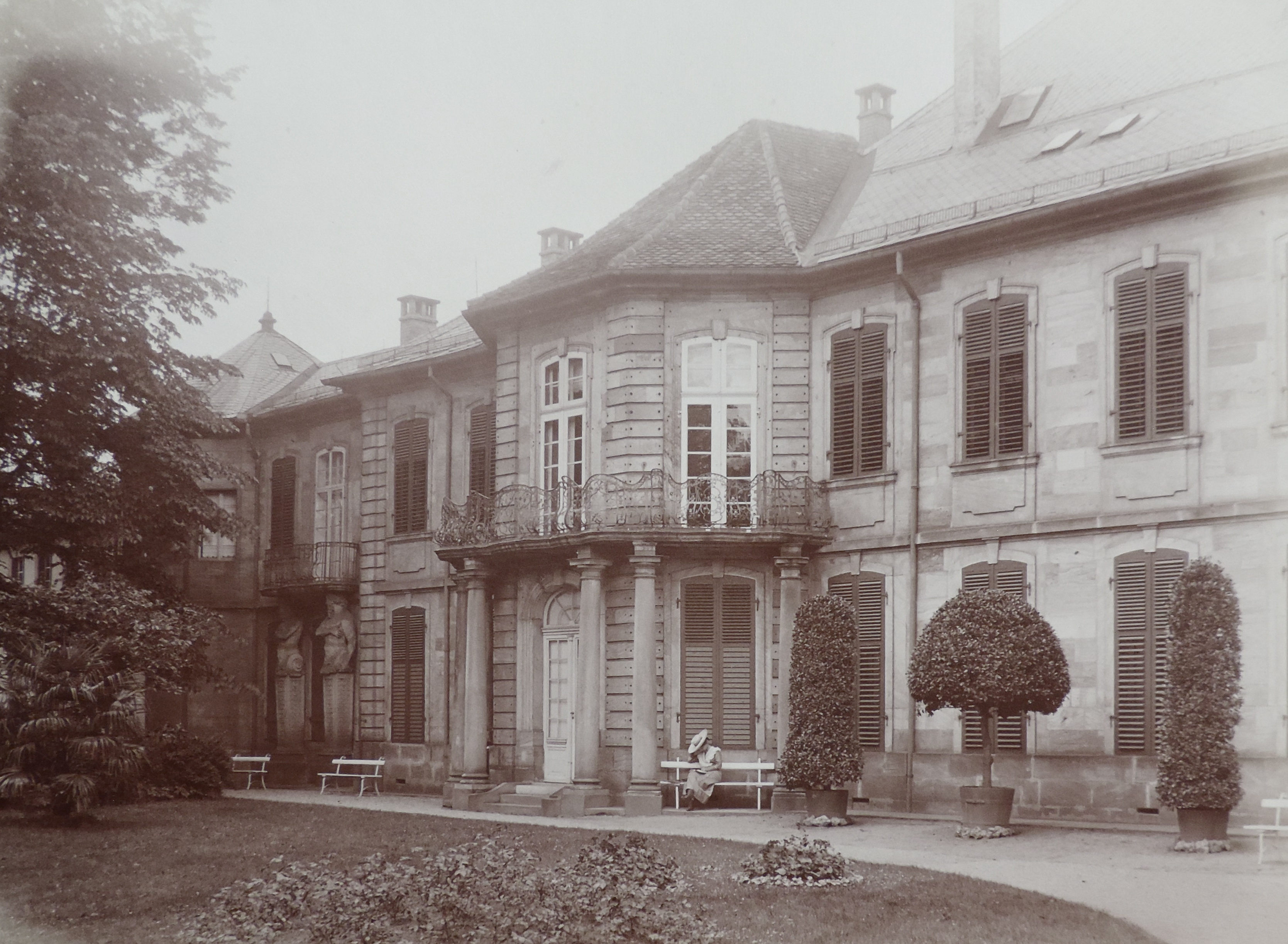
Conexión del ala sur con el edificio italiano, antes de 1913

Por ello, varios edificios existentes o en construcción se integraron en la edificación del palacio. El ala central con la entrada, la escalera y el salón de baile se creó transformando el caparazón de la iglesia reformada. Las rarezas resultantes en el edificio se pueden ver sobre todo en las entradas aparentemente tapiadas y las construcciones de techo parcialmente desplazadas, solo visibles desde el parque. Guillermina participó en gran medida en la planificación del palacio Nuevo, lo que se refleja en la animada correspondencia con su hermano Federico II el Grande. Sin embargo, se dice que no tenía una alta opinión del edificio. Guillermina murió en 1758, el año de su finalización.
Junto con los otros edificios emprendidos por los margraves, es un ejemplo del llamado estilo rococó de Bayreuth. Aunque el tamaño y el carisma no pueden competir con la Residencia de Wurzburgo, por ejemplo, se ha considerado una de las principales obras de la arquitectura alemana del siglo XVIII. La caprichosa inclinación de Guillermina por romper la estricta jerarquía de la corte de los apartamentos y disolverlos en una suite de cámaras similares a islas, encontró expresión en la confusa agrupación de habitaciones en el ala norte. Ella misma diseñó, entre otras cosas, los fragmentos de los espejos y la sala de música antigua.
Las estancias se han conservado en su estado original, como los estucados, los revestimientos de paredes, los suelos de parqué, las puertas, etc.; los muebles y las pinturas son en parte originales y en parte ensamblados posteriormente. Destacan el espléndido salón de baile, que está amueblado con el estuco dorado más fino y una estructura de pilastra soberana, y el llamado Palm Room (posiblemente una sala de reuniones de la Logia de francmasones) en el ala principal del palacio. En el gabinete de fragmentos de espejos, en lugar de espejos simétricos, se colocaron piezas de espejos de forma irregular en el techo y las paredes. Las paredes de las llamadas salas de celosía transmiten la impresión de un andamio de celosía con plantas muy naturalistas a través de estucos elevados. La sala de música contiene retratos de los actores, cantantes e instrumentistas que trabajaron en la corte. Del delicado acto de equilibrio diplomático de los Hohenzollern de Franconia en las guerras del rey prusiano Federico II contra María Teresa y Francisco I, mediante el cual el margrave logró mantener la neutralidad y evitar enredos de guerra, se evidencia en el programa de imágenes en los apartamentos de la pareja de margraves: mientras que la antecámara de Guillermina estaba decorada con retratos de su círculo familiar prusiano, en la antecámara del margrave había un imagen de la pareja imperial Habsburgo-Lorena.

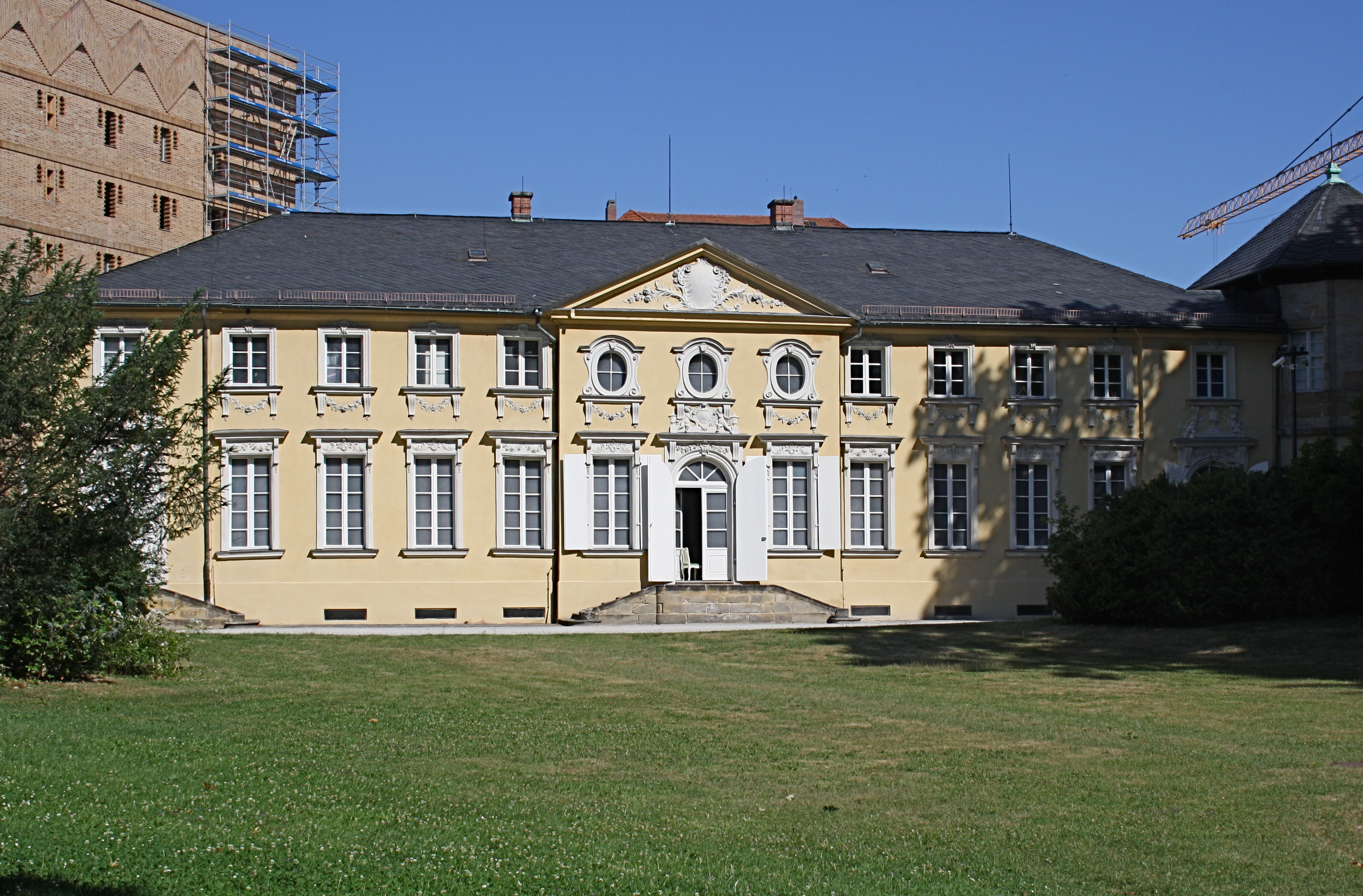
Edificio italiano, lado del jardín del patio

El «edificio italiano» se erigió después de 1759 para la segunda esposa del margrave, Sofía Carolina María de Brunswick-Wolfenbüttel, como un edificio separado al sur del palacio, y solo más tarde se unió al palacio Nuevo mediante un ala de conexión. El arquitecto fue Rudolf Heinrich Richter, quien, a diferencia de Saint-Pierre, permitió que las magníficas formas de la decoración interior creada por Giovanni Battista Pedrozzi se desbordaran en las paredes exteriores. El joven Carl von Gontard logró unir las dos edificaciones fundamentalmente diferentes mediante una conexión discretamente sobresaliente con un balcón redondo.
A principios de la década de 1990, se renovaron las fachadas del edificio italiano y se rediseñó el área del patio.

### Cocinas

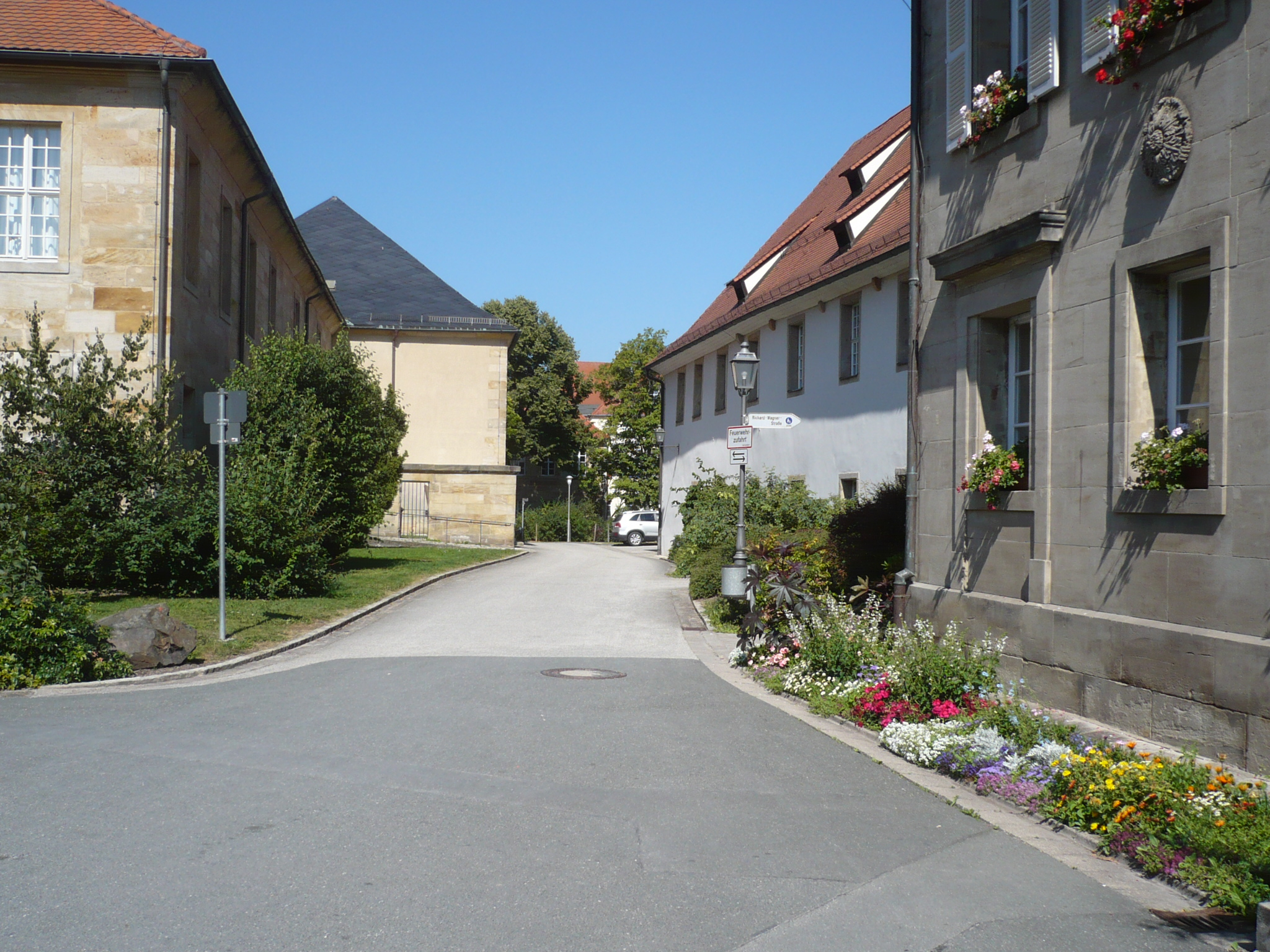
Ala norte del edificio principal (izquierda) y el edificio de la cocina (centro a la derecha) a ambos lados de Glasenappweg

Al norte del edificio principal, al otro lado de Glasenappweg, se encuentra el antiguo edificio de las cocinas, un edificio independiente de dos plantas con tejado a cuatro aguas. De 1867 a 1908 estuvo alojada allí la escuela superior de niñas, más tarde la escuela auxiliar municipal. Con su fundación, la escuela comercial municipal se trasladó el 1 de octubre de 1920 el edificio que le había cedido la administración del patrimonio de la corona bávara. Aunque la ubicación solo se aprobó como una medida temporal, la escuela de negocios existió hasta 1938. Hoy, una galería comercial conduce a través del edificio a la calle Richard-Wagner.

### Otros edificios

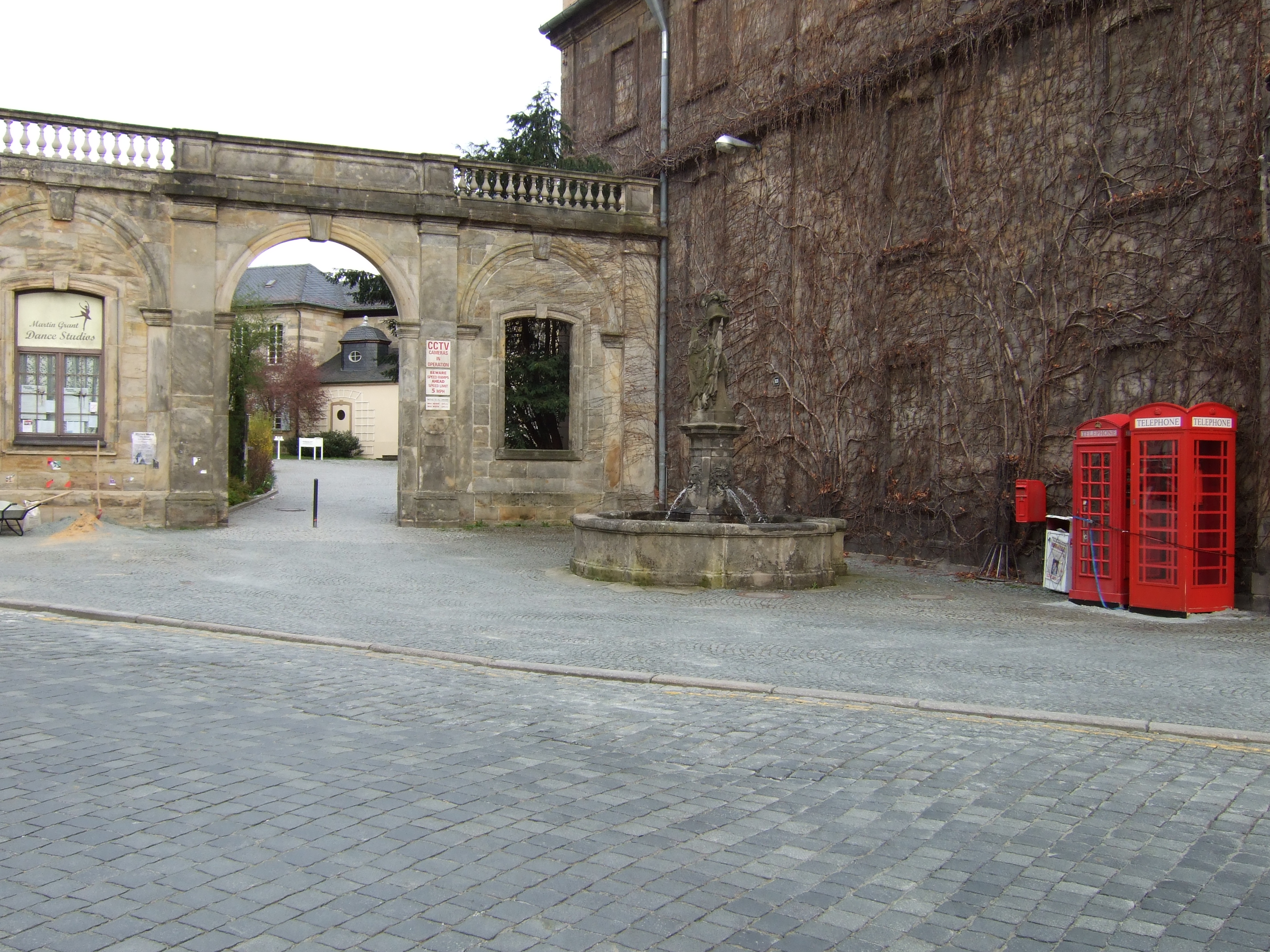
Fachada conservada de la comedia. casa con paso al jardín del patio. Al fondo el edificio italiano, a la derecha el antiguo picadero de los margraves - las cabinas telefónicas, etc. fueron accesorios de la película

Después de que el escenario del teatro en el gran salón del antiguo palacio fuese víctima de las llamas, la "Casa de la Comedia" se construyó al mismo tiempo que el Palacio Nuevo. A diferencia de la Casa de la Ópera Margravial ya terminada, se construyó en las inmediaciones del Palacio Nuevo en el borde del Hofgarten. Para la fachada de piedra arenisca se utilizaron partes de la Iglesia Reformada inacabada, cuyo armazón debía dar paso al Palacio Nuevo. Un pasaje de madera permitía a los visitantes caminar desde el palacio hasta las representaciones sin mojarse los pies, incluso cuando llovía.
El teatro se inauguró el 17 de enero de 1754, el cumpleaños del hermano de Guillermina, Federico II. Después de solo ocho años, fue reemplazado por un pequeño teatro integrado en el picadero de los margraves. La Komödienhaus, que probablemente estaba en su mayor parte con entramado de madera, fue demolida nuevamente debido al riesgo de incendio. Se conservó la fachada de piedra con dos puertas en la Ludwigstrasse. Una de las puertas ahora da acceso al patio trasero de la «casa de las cigüeñas», la otra conduce al jardín del patio. Hay una ventana a cada lado de esta puerta, la del este ha sido desde entonces una abertura vacía.

## Residentes posteriores
En 1792 Federico II Eugenio de Wurtemberg fue sucedido por Federico Guillermo II, nombrado gobernador general de Ansbach-Bayreuth. En noviembre de ese año, el futuro duque se instaló en el palacio Nuevo con su familia. Tras ser nombrado mariscal de campo por el rey de Prusia el 17 de mayo de 1795, abandonó la ciudad en el mismo mes; su esposa, Federica Dorotea Sofia, que mientras tanto había adquirido el palacio Fantaisie en las cercanías de Donndorf, lo siguió el 9 de junio de 1948.
Heinrich von Gagern nació en el ala transversal norte del palacio en 1799 y se convirtió en presidente de la primera Asamblea Nacional Alemana en la Paulskirche de Fráncfort en 1848. Su padre era consejero privado del príncipe de Nassau-Weilburg, que vivió en un asilo con su corte en Bayreuth desde 1796 hasta 1800 por invitación del rey de Prusia.
También el posterior rey bávaro Maximiliano I José, elector Maximiliano IV del Palatinado-Zweibrücken, vivió con el consentimiento del rey de Prusia desde el 11 de septiembre de 1800 hasta el 12 de abril de 1801 con su familia en el ala derecha del palacio. Cuando los franceses ocuparon Múnich en 1800, la familia real se exilió. Solo regresaron a Múnich después de la paz de Lunéville y la retirada de los franceses de Baviera.
La pareja real prusiana Federico Guillermo III de Prusia y Luisa de Mecklemburgo-Strelitz estuvieron aquí en junio de 1799 y durante otra visita a Bayreuth en 1805.
Napoleón Bonaparte pasó la noche del 15 al 16 en el palacio Nuevo. mayo de 1812. "¡Ce maudit château! ' (¡Este maldito palacio!) se dice que pronunció con horror después de que el fantasma de la Dama Blanca de Himmelkronse le apareciera allí por la noche. Se encontraron después los utensilios correspondientes, como cadenas, cascabeles y una túnica blanca, en la finca del castellano. Este evento es mencionado por Theodor Fontane en la novela Effi Briest, quien, sin embargo, trasladó el incidente a un palacio en el Hermitage.
Durante la Primera Guerra Mundial, fue utilizado como hospital militar. La reina bávara María Teresa visitó a los heridos allí en julio de 1915.

## Museos y exposiciones
- Salas de Estado del margraviato;
- En tres habitaciones de la planta baja del ala sur ya se utilizaban en el siglo XVIII como galería de imágenes: después de una extensa renovación a partir de agosto de 2007, se ha alojado una galería sucursal de las colecciones de imágenes del estado de Baviera. Contiene 80 obras de pintura holandesa y alemana de finales del siglo XVII y XVIII. siglo. Una de las tres salas está dedicada al pintor de la corte de Múnich nacido en Amberes, Peter Jakob Horemans.
- Museo Arqueológico de la Asociación Histórica de la Alta Franconia, que ocupa partes de la planta baja y la planta superior del edificio italiano;
- Colección «Miniaturas Galant» (Colección Loer);
- Museo «El Bayreuth de Guillermina» (entrada gratuita);
- Colección de fayenza de Bayreuth (entrada gratuita).

Por iniciativa de Eva Wagner-Pasquier, en julio de 1969 se inauguró en el palacio Nuevo una exposición con ilustraciones de Salvador Dalí para la ópera Tristán e Isolda de Richard Wagner. «Solo conozco a tres genios: Salvador Dalí, Richard Wagner y –me olvidé del tercero»- dijo una vez Dalí.

## Jardines

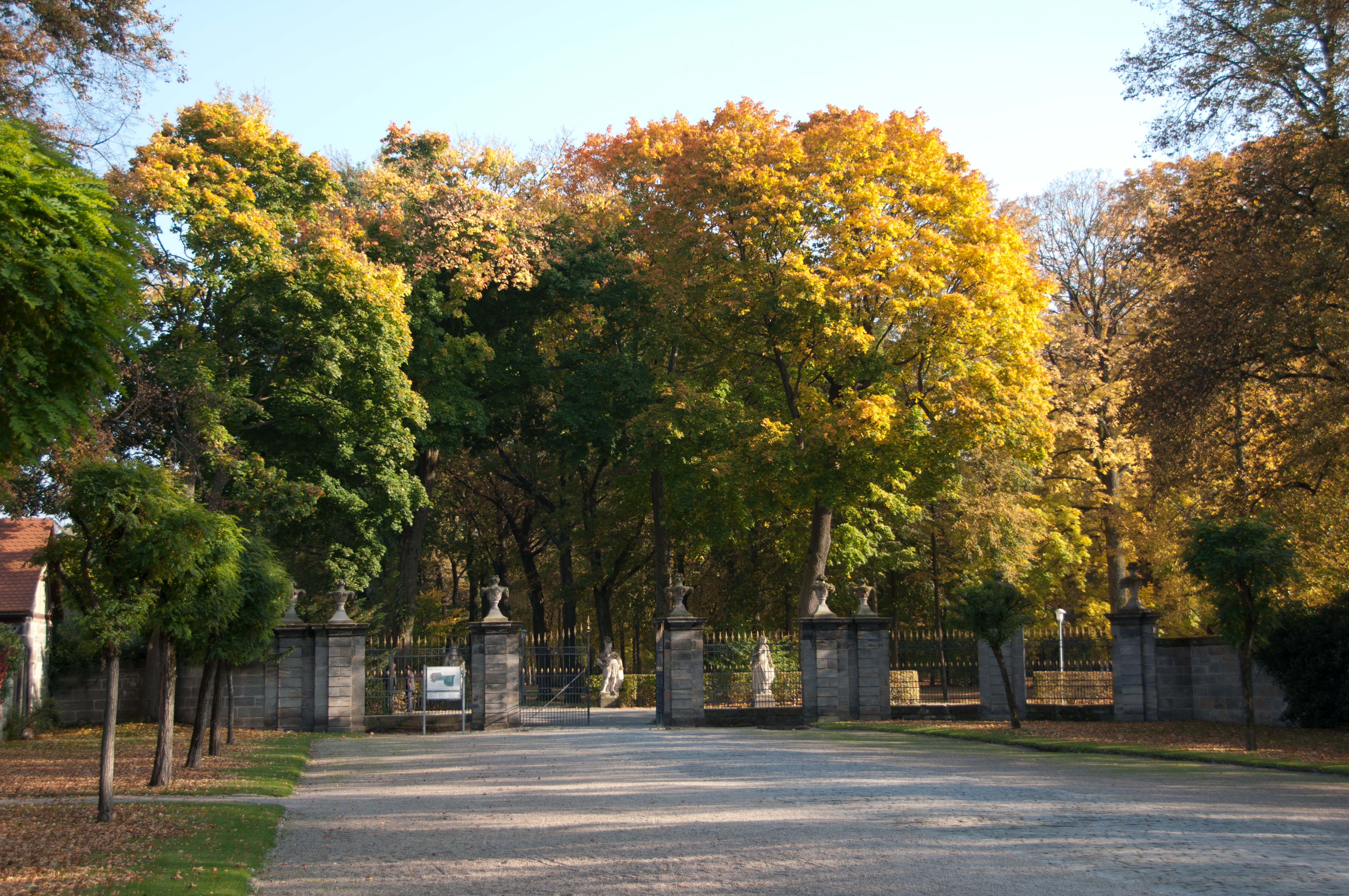
Vista desde el palacio Nuevo hasta Mailbahn en el Hofgarten

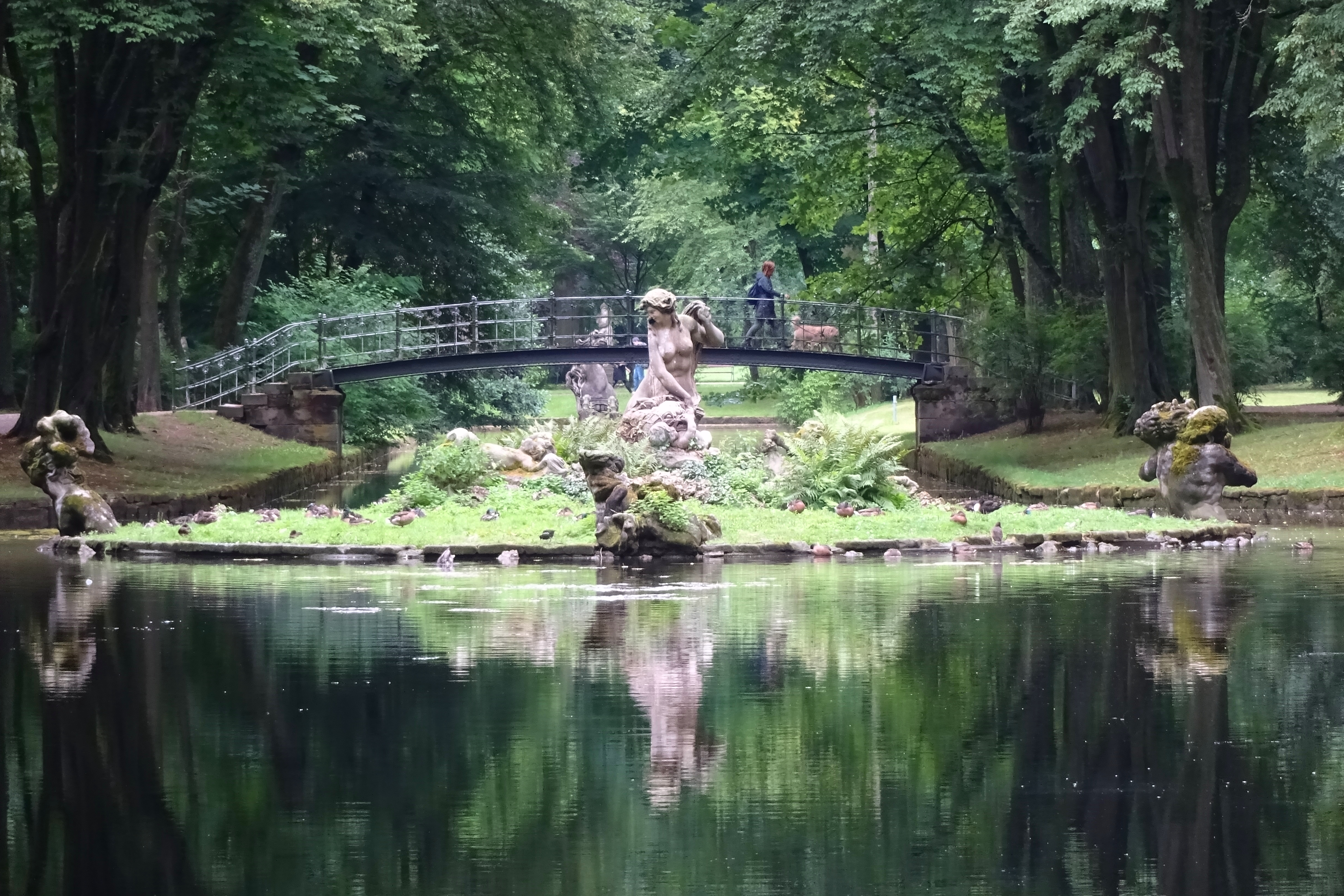
El canal decorativo alimentado por Tappert con la "Isla de los cisnes" con la ninfa Tetis en el medio

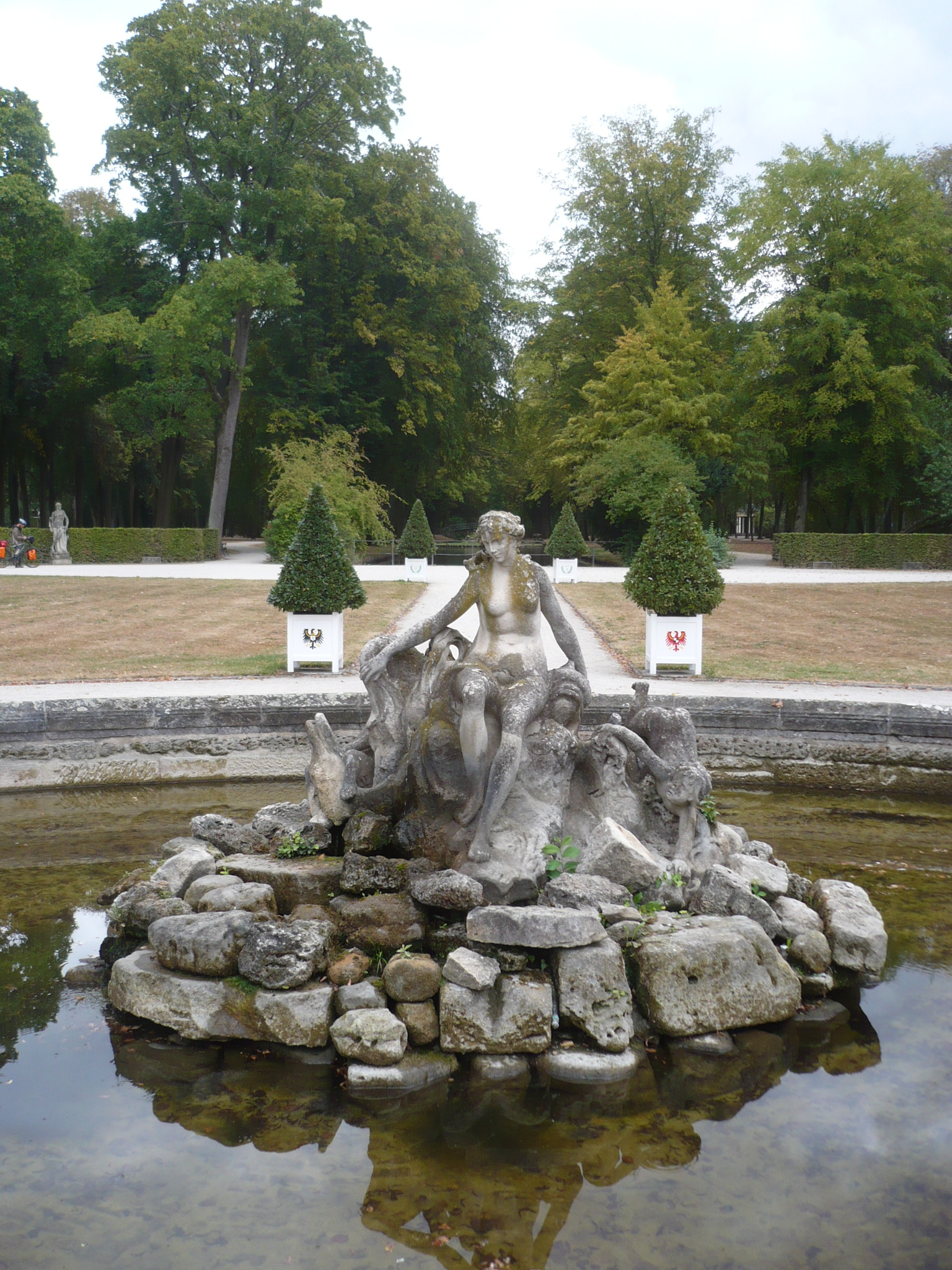
Fuente Amphitrite en el eje del canal decorativo.

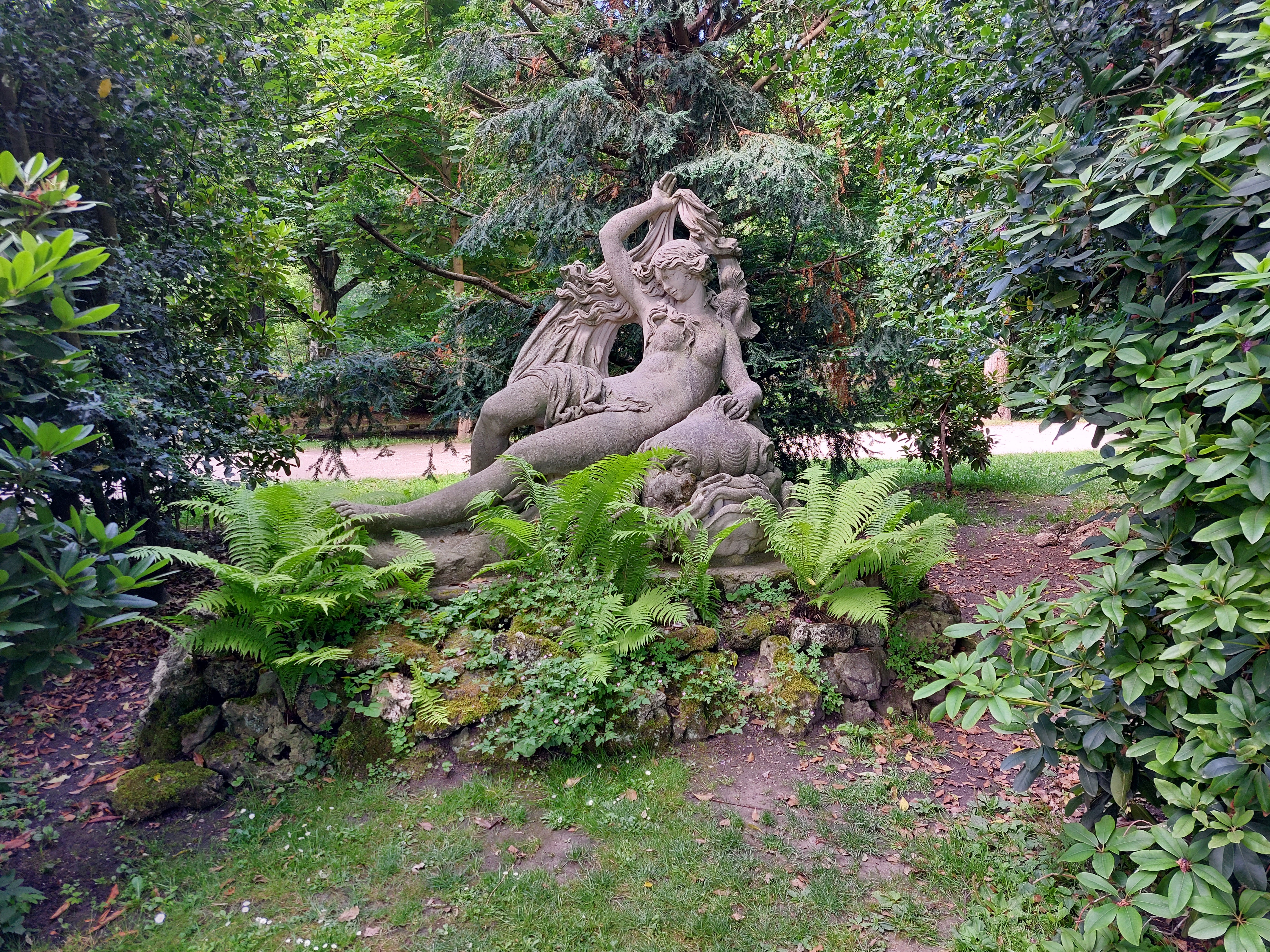
Galateia (copia del original que se encuentra en la Orangerie)

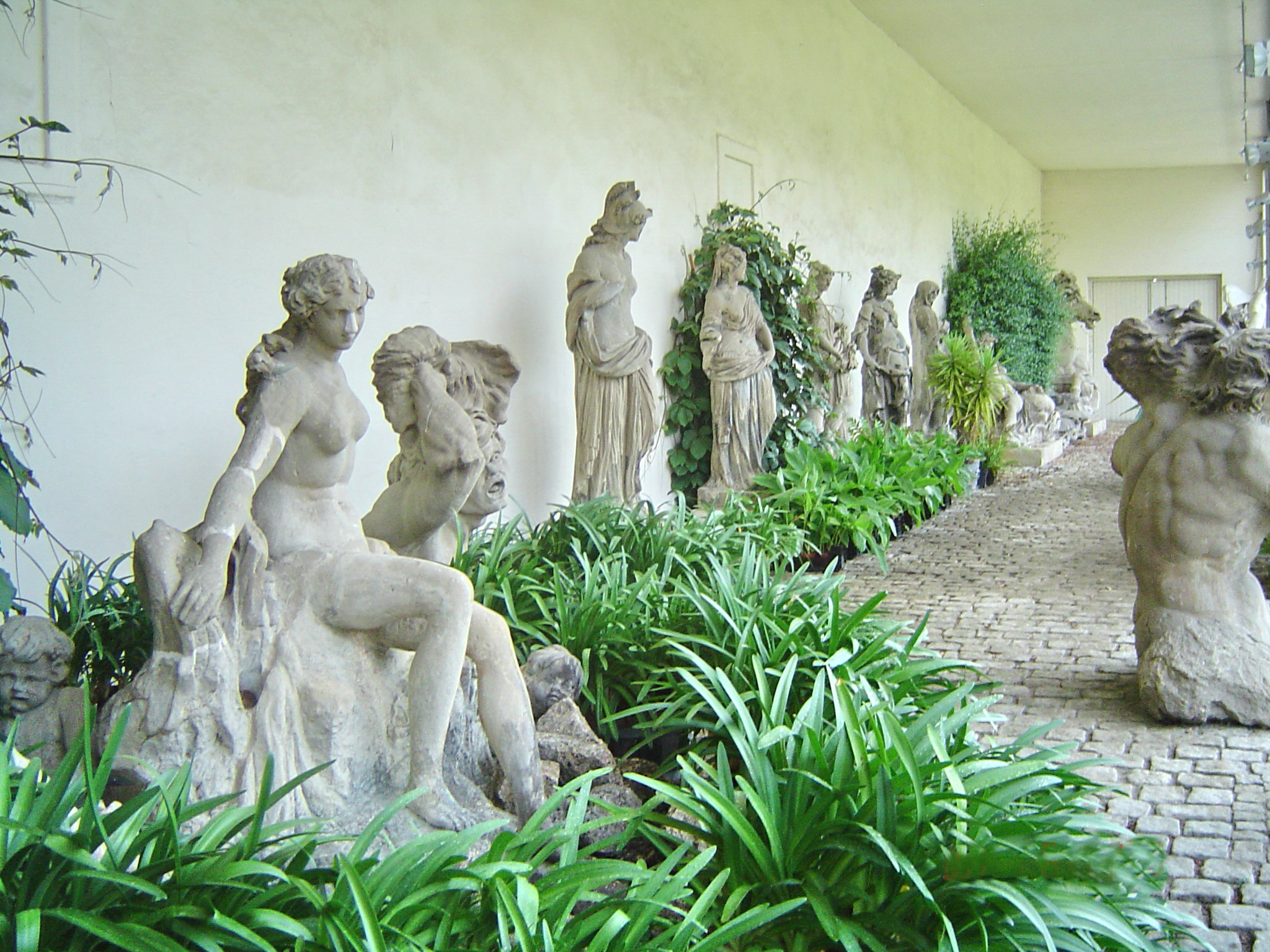
Orangerie con los originales de las esculturas

El Hofgarten se encuentra al este del palacio Nuevo. Ya en 1580 había allí un huerto, que más tarde se convirtió en un jardín de recreo.
El llamado Mailbahn se trazó en 1679, una avenida recta de robles que discurre de este a oeste. Forma el eje de simetría del jardín y comienza en el lado oeste con una magnífica puerta, que fue demolida en 1744 para la construcción planificada de la Iglesia Reformada. Como el terreno al norte de esta avenida se ha separado varias veces a lo largo de los siglos, Mailbahn se encuentra casi en el extremo septentrional del parque.
Después de la construcción del palacio Nuevo, el parque recibió un canal decorativo en forma de L, con dos islas como nuevo eje principal. La mayor de las islas en el recodo del canal era inicialmente octogonal y axisimétrica. Durante el gobierno del margrave Carlos Alejandro se le dio la forma redondeada actual y el acceso a través de un puente. Ubicada en el eje de la sección más larga, la isla más pequeña ahora se conoce como «isla Swan»; la ninfa marina griega Tetis está entronizada en medio de ellos.
De la fuente de Neptuno de su hermano Federico II en el Lustgarten de Potsdam, Guillermina había encargado un grupo correspondiente de figuras de los hermanos escultores Johann David Räntz y Lorenz Wilhelm Räntz para una fuente. El canal recién creado estaba destinado a escenificar las figuras que debían representar la procesión triunfal de Neptuno. Cuando la margravina murió en octubre de 1758, se habían completado 31 de las 32 esculturas. Su esposo Friedrich no continuó con el proyecto, por lo que algunas de las figuras, incluido Neptuno, fueron llevadas más tarde al parque del Palacio Fantaisie. Sobre todo, quedó una fuente en el jardín del patio, en medio de la cual la esposa de Neptuno, Anfitrite, está entronizada solitaria.
El canal ornamental corre principalmente de sureste a noroeste en paralelo a la avenida principal. La sección más corta del canal en forma de L es un brazo muerto hacia el suroeste que se enganchó hasta la década de 1970. Allí se creó una tercera isla cuando se reconstruyó. Obtiene su agua del sistema de canales de Tappert y es idéntico a él una vez que se han omitido las ramas paralelas. Ya en el siglo XIX, era muy popular la práctica del patinaje sobre hielo en el canal Hofgarten. Richard Wagner y Franz Liszt también patinaban allí en invierno. El canal está flanqueado por dos avenidas más estrechas. Bosquetes estaban ubicados entre el canal y las avenidas y frente al edificio italiano.
A principios del siglo XIX el parque se convirtió en un jardín inglés con plantación libre por instrucciones del margrave Karl Alexander. Se eliminaron los elementos barrocos del jardín, que requerían un cuidado especial, y los caminos se dispusieron en parte para que fueran sinuosos. En 1795, en honor a la reina Luisa, se erigió en el extremo sur un pequeño templo monóptero dedicado al sol. En la noche del 12 de junio de ese año, se llevó a cabo un gran festival para la pareja real en el jardín del patio, al que todos fueron invitados con entrada libre. Iluminaban el parque 6000 lámparas y se encendió un gran espectáculo de fuegos artificiales.
El jardín ha estado abierto al público desde 1790. El parque cubre actualmente alrededor de 13 hectáreas. Se restauró parte del diseño del jardín barroco, especialmente alrededor del palacio. Las esculturas del parque son copias, los originales están expuestos en el Orangerie, donde están protegidos de la intemperie.
Al único edificio adyacente en Mailbahn, el Museo de la Francmasonería Alemana inaugurado en 1902 con la dirección Im Hofgarten, solo se puede acceder desde el Hofgarten.

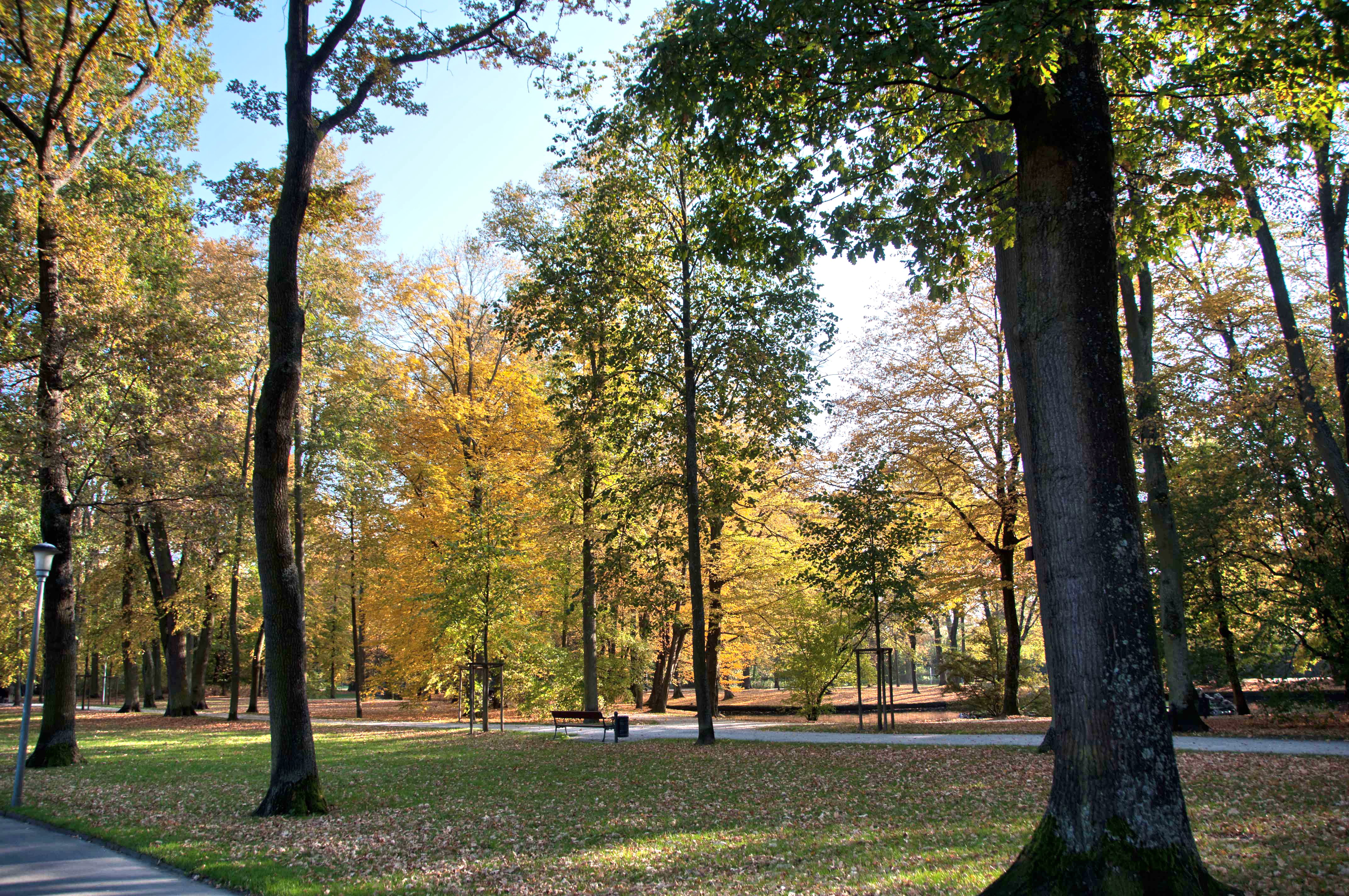
Jardín del patio en otoño
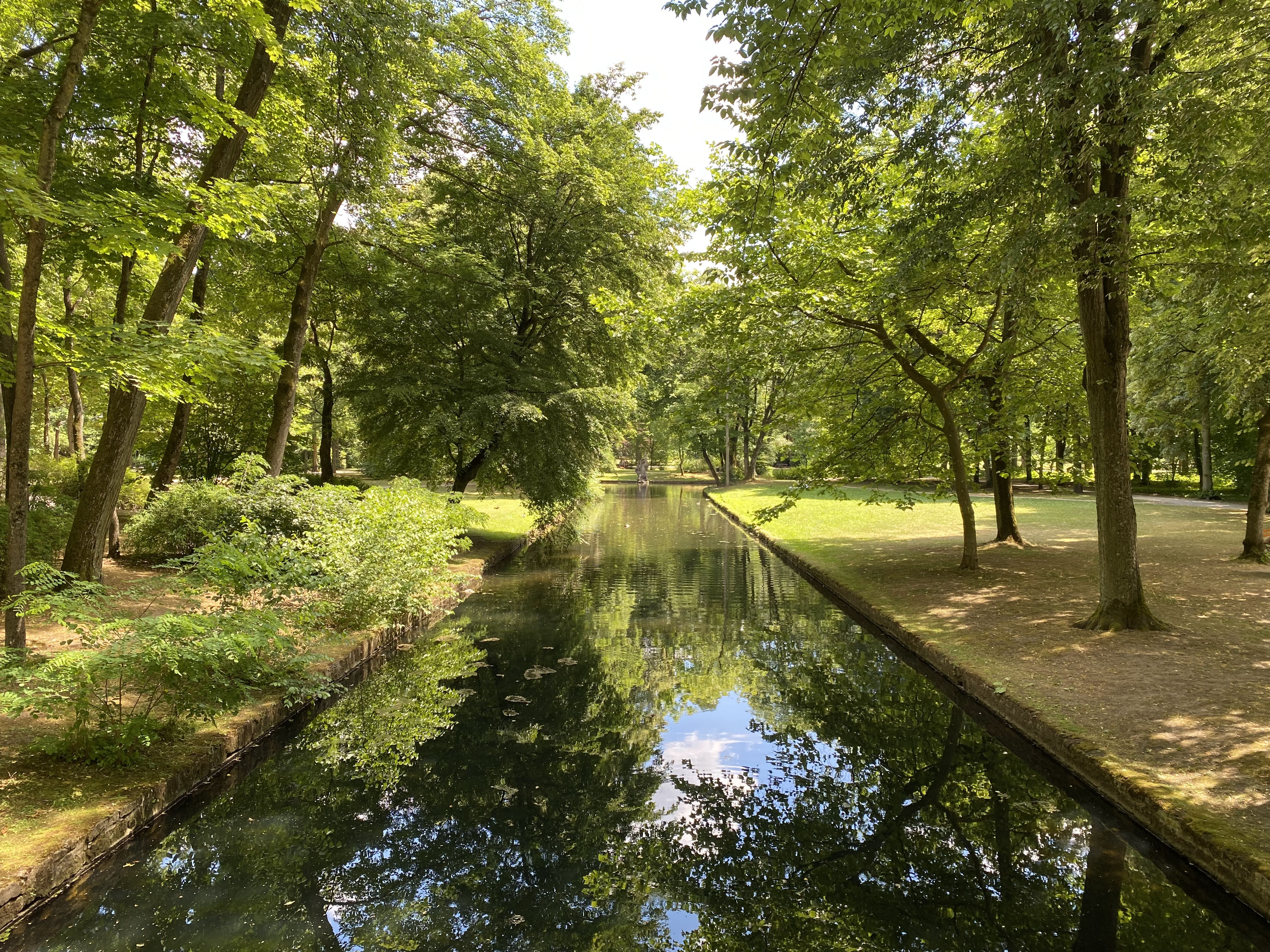
Canal principal con la Isla Grande al fondo
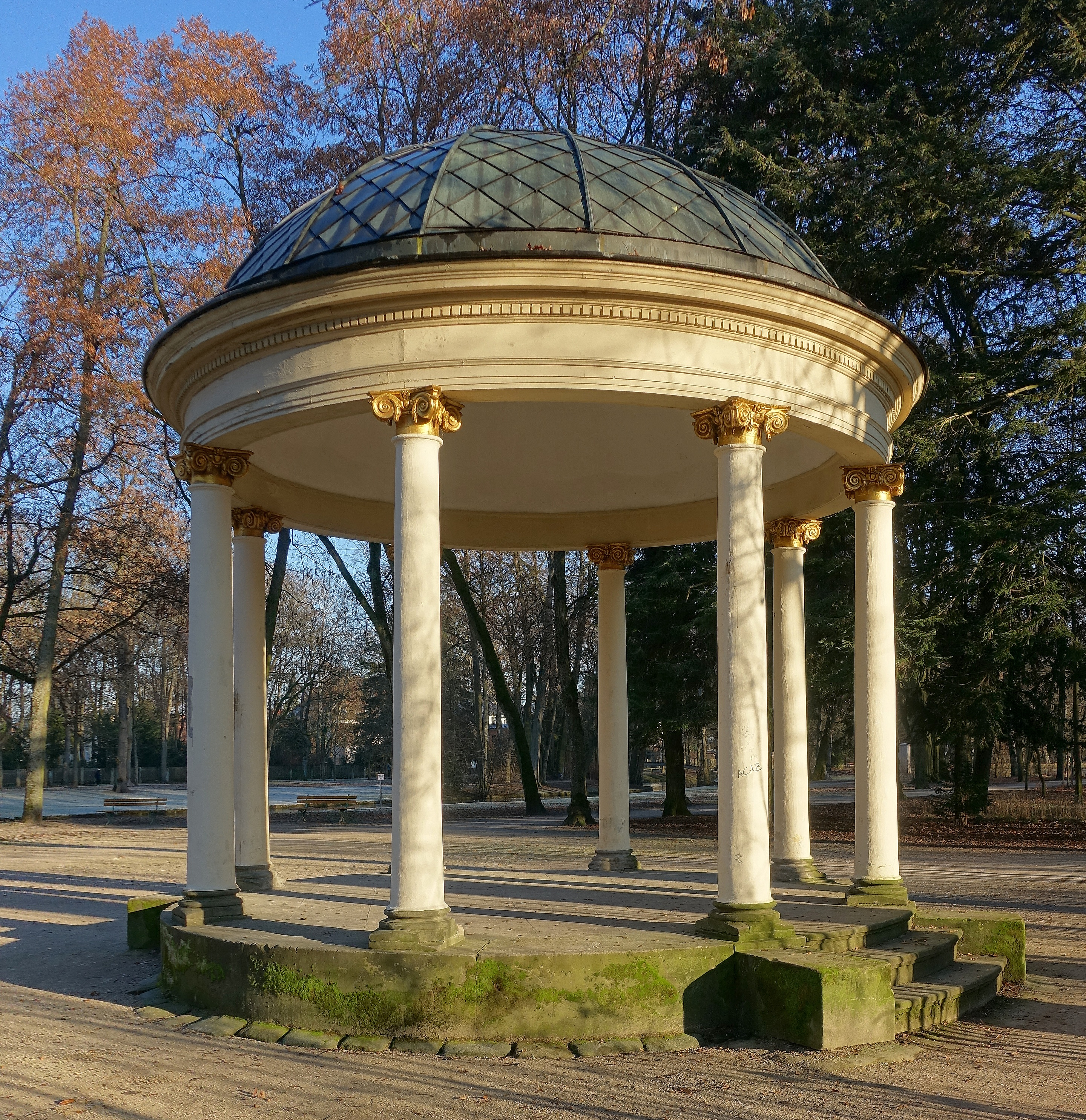
Templo del Sol (monoptero)
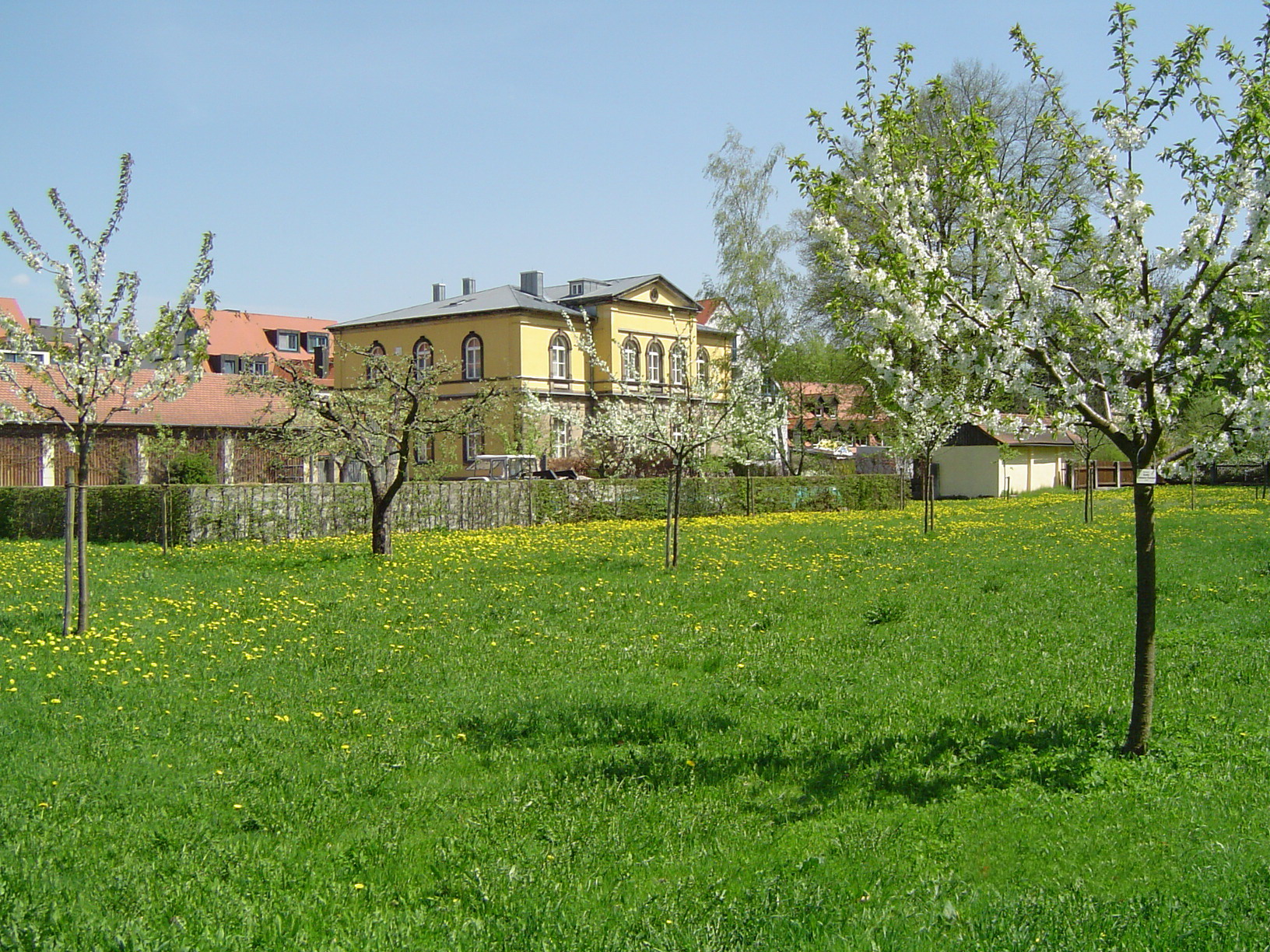
Huerta del vivero, al fondo el Museo Masónico Alemán